# Laneuville-au-Bois (Belgique)
Ne doit pas être confondu avec Laneuville-au-Bois.
Laneuville-au-Bois (en wallon : À l'Noûve-Vèye) est un village de la commune belge de Tenneville située en Région wallonne dans la province de Luxembourg.
La carte de Ferraris des années 1770 indique le village de Neuville au Bois, au milieu du vaste domaine de chasse de la couronne, le Bois de Freyre et de Bensimont.
Avant la fusion des communes de 1977, la localité faisait déjà partie de la commune de Tenneville.

## Situation
Ce village d'Ardenne se situe au sein d'une clairière entourée d'importants massifs forestiers (forêt de Freyr). Il se trouve au sud de la Barrière de Champlon, à 5 km au sud-ouest de Tenneville et à une dizaine de km de Saint-Hubert. L'altitude à l'église avoisine les 450 m.

## Description
Laneuville-au-Bois est un village de caractère où les bâtiments en pierre locale (grès schisteux) et les toits à croupettes sont encore majoritaires.
L'actuelle église dédiée à Saint Valère a été construite en briques et pierres de taille en 1865.
On dénombre dans le village la présence de nombreuses croix en bois, souvent placées aux croisements. L'une d'elles se trouve derrière une potale (à l'entrée du village en venant de Sainte-Ode).

## Activités
Un chemin de croix aux flambeaux est organisé dans les rues du village le vendredi soir précédant le dimanche des Rameaux.

## Personnalités liées à la Commune
- Révérend Delvaux, vicaire (1821-1897)
- Théodule Lamotte, instituteur (1856-1923)
- Eugène Liard, échevin, président du Conseil de Fabrique (1844-1923)

## Tourisme
Le village compte un petit hôtel ainsi que plusieurs chambres d'hôtes.